# 弦楽四重奏曲第1番 (シマノフスキ)
弦楽四重奏曲第1番ハ長調作品37は、カロル・シマノフスキが1917年、ティモシュフカで作曲した弦楽四重奏曲で、第2期を締めくくる傑作である。

## 解説
初期の段階では終楽章にフーガを入れる筈だったが、作曲の際に現在演奏される形式にした。1922年のポーランド文化賞コンクールで1位を獲得し、2年後の3月にワルシャワ音楽院にてワルシャワ・フィルハーモニー弦楽四重奏団により初演され、やがてヨーロッパの弦楽四重奏団のレパートリーに組み入れられた。

## 楽曲構成
- 第1楽章 Lento assai - Allegro moderato　
ハ長調 3/4拍子 - 8/4拍子 序奏つきのソナタ形式。序奏と主部の主題は相関関係ではない。
- 第2楽章 Andantino semplice　
三部形式 第1部はAndantino semplice、ホ長調、3/4拍子で、カンツォーネ風に (In modo d'una canzone)の指示はイタリア旅行の影響を窺わせる。第2部はAdagio dolcissimo ヘ長調 6/8拍子で、作曲者特有の転調が主題に影響を及ぼす。第3部はLento assai molto espressivo 3/8拍子であり、動機は形を変えて切れ目なく終楽章に移行する。
- 第3楽章 Vivace - Scherzando alla Burlesca;Vivace ma non troppo　
3/4拍子 全曲は多調によっており（第1ヴァイオリンがイ長調、第2ヴァイオリンが嬰ヘ長調、ヴィオラが変ホ長調、チェロがハ長調）、序奏と主部の主題は反復されて進行する。クライマックスの後、最後にハ長調の和音により弱音で終結する。

## その他
第3楽章は日本の音楽ユニットであるALI PROJECTの楽曲「処女懐胎、あるいは白骨塔より少女達は飛翔する」のイントロに引用されている。